# امسا-دانگ
امسا-دانگ (به لاتین: Amsa-dong) یک سکونتگاه مسکونی در کره جنوبی است که در Gangdong District واقع شده‌است.